# Moesdorf
Moesdorf (luxembourgeois : Miesdref) est une section de la commune luxembourgeoise de Mersch située dans le canton de Mersch.